# Mycetophila gentilii
Mycetophila gentilii är en tvåvingeart som beskrevs av Duret 1980. Mycetophila gentilii ingår i släktet Mycetophila och familjen svampmyggor. Inga underarter finns listade i Catalogue of Life.